# 16817 Onderlička
(16817) Onderlička, denumire internațională (16817) Onderlicka, este un asteroid din centura principală de asteroizi.

## Descriere
16817 Onderlička este un asteroid din centura principală de asteroizi. A fost descoperit pe 30 octombrie 1997 la Observatorul din Ondřejov de Petr Pravec. Asteroidul prezintă o orbită caracterizată de o semiaxă mare de 2,43 ua, o excentricitate de 0,15 și o înclinație de 4,0° în raport cu ecliptica.